# Ji Bowen
Ji Bowen (chinesisch 季博文, Pinyin Jì Bówén; * 22. Februar 2002 in Zhejiang) ist ein chinesischer Kanute.

## Karriere
Ji Bowen gewann seine erste internationale Medaille in Dartmouth bei den Weltmeisterschaften 2022. Im Zweier-Canadier sicherte er sich mit Liu Hao über 500 Meter die Bronze- und über 1000 Meter die Silbermedaille. Die beiden gewannen bei den Weltmeisterschaften 2023 in Duisburg im Zweier-Canadier über 500 m die Silbermedaille.
Ihr größter gemeinsamer Erfolg gelang Ji und Liu schließlich bei den Olympischen Spielen 2024 in Paris. Während Ji im Einer-Canadier über 1000 Meter nur das B-Finale und letztlich Gesamtrang 15 erreichte, lief es für ihn mit Liu Hao im Zweier-Canadier deutlich besser. Über die 500-Meter-Distanz qualifizierten sie sich für den Finallauf, den sie in 1:39,48 Minuten für sich entschieden und Olympiasieger wurden. Sie erhielten damit die Goldmedaille vor den Italienern Gabriele Casadei und Carlo Tacchini sowie Joan Antoni Moreno und Diego Domínguez aus Spanien.